# George Ferdinand Becker

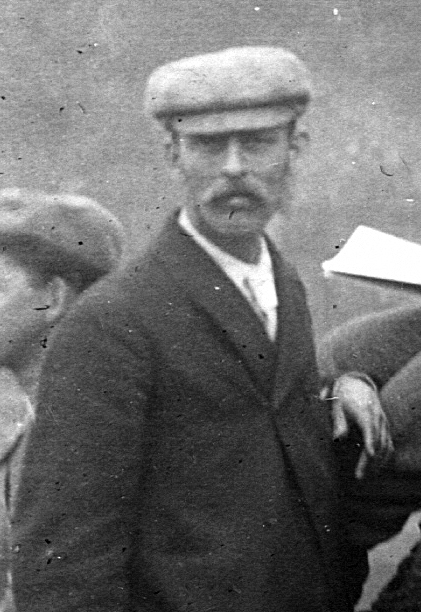
George Ferdinand Becker

George Ferdinand Becker (* 5. Januar 1847 in New York; † 20. April 1919 in Washington, D.C.) war ein US-amerikanischer Geologe.

## Leben
Er studierte an der Harvard University, graduierte dort 1868 zum B.A. und setzte sein Studium an der Universität Heidelberg fort, wo er 1869 zum Dr. phil. promovierte. Bis 1871 war er Student an der Bergakademie Berlin. 1875 wurde er Lektor für Bergwesen und Metallurgie an der Staatsuniversität in Kalifornien. 1879 wurde er Mitglied des US Geological Survey in San Francisco und im folgenden Jahr Special Agent für Mineralstatistik. Er leistete Arbeiten über die Bestimmung des Atomgewichts. Er untersuchte mehrere Goldlagerstätten wie 1896 in Südafrika. 1898 war er Geologe bei der Armee auf den Philippinen und ab 1899 Chefchemiker und Geophysiker beim U.S. Geological Survey. Mit Ebenezer Emmons verfasste er Statistiken über Metalle.
1901 wurde er in die National Academy of Sciences gewählt, 1914 war er Präsident der Geological Society of America. Seit 1907 war er gewähltes Mitglied der American Philosophical Society.